# CDコンダル
クルブ・デポルティーボ・コンダル（Club Deportivo Condal）は、スペイン・カタルーニャ州バルセロナに本拠地を置いていたサッカークラブ。1970年に消滅した。

## 歴史
1934年8月1日、このクラブはセクシオン・デポルティーバ・ラ・エスパーニャ・インドゥストゥリアル (Sección Deportiva La España Industrial)という名前で設立され、22年後の1956年に現在のCDコンダルという名称に改名された。1956-57シーズン、クラブ史上初めてラ・リーガへと昇格したが、リーグ最下位となる16位でシーズンを終え、わずか1シーズンでセグンダ・ディビシオンへ降格した。
1970年、同じくバルセロナに本拠地を置くアトレティック・カタルーニャと合併し、FCバルセロナBとなった。

## 過去の成績
| シーズン | ディビジョン | 順位 | コパ・デル・レイ |
| -------- | ------------ | ---- | ---------------- |
| 1947-48  | テルセーラ   | 10位 |                  |
| 1950-51  | テルセーラ   | 4位  |                  |
| 1951-52  | テルセーラ   | 1位  |                  |
| 1952-53  | セグンダ     | 2位  |                  |
| 1953-54  | セグンダ     | 5位  |                  |
| 1954-55  | セグンダ     | 11位 |                  |
| 1955-56  | セグンダ     | 3位  |                  |

| シーズン | ディビジョン | 順位 | コパ・デル・レイ |
| -------- | ------------ | ---- | ---------------- |
| 1956-57  | ラ・リーガ   | 16位 |                  |
| 1957-58  | セグンダ     | 5位  |                  |
| 1958-59  | セグンダ     | 4位  |                  |
| 1959-60  | セグンダ     | 10位 |                  |
| 1960-61  | セグンダ     | 12位 |                  |
| 1961-62  | テルセーラ   | 2位  |                  |
| 1962-63  | テルセーラ   | 3位  |                  |
| 1963-64  | テルセーラ   | 8位  |                  |
| 1964-65  | テルセーラ   | 1位  |                  |
| 1965-66  | セグンダ     | 7位  |                  |
| 1966-67  | セグンダ     | 16位 |                  |
| 1967-68  | テルセーラ   | 1位  |                  |
| 1968-69  | テルセーラ   | 7位  |                  |
| 1969-70  | テルセーラ   | 5位  |                  |

- 1 - ラ・リーガ
- 10 - セグンダ・ディビシオン
- 9 - テルセーラ・ディビシオン

## 歴代監督
- ロドリ 1969-1970

## 歴代所属選手
- シーグフリード・ガルシア 1954
- ルイス・スアレス 1954-1955
- フェラン・オリベジャ 1954-1956
- マヌエル・サンチス 1955-1961
- マリアーノ・ゴンサルボ 1956-1957
- エラディオ 1959-1962
- カルロス・レシャック 1965-1967